# Saxen, Saxhyttan
Saxen är en sjö i Ludvika kommun i Dalarna och ingår i Norrströms huvudavrinningsområde. Sjön har en area på 1,15 kvadratkilometer och ligger 155 meter över havet. Den är belägen strax söder om byn Saxhyttan. Sjöns viktigaste tillföde är Saxhyttån och den avvattnas till sjön Björken genom Älvkarlnoret.

## Delavrinningsområde
Saxen ingår i det delavrinningsområde (668533-145879) som SMHI kallar för Utloppet av Saxen. Medelhöjden är 239 meter över havet och ytan är 38,3 kvadratkilometer. Räknas de 2 avrinningsområdena uppströms in blir den ackumulerade arean 89,38 kvadratkilometer. Saxhyttån som avvattnar avrinningsområdet har biflödesordning 5, vilket innebär att vattnet flödar genom totalt 5 vattendrag innan det når havet efter 278 kilometer. Avrinningsområdet består mestadels av skog (78 procent). Avrinningsområdet har 1,63 kvadratkilometer vattenytor vilket ger det en sjöprocent på 4,3 procent.